# Gusztáv ágyban marad
A Gusztáv ágyban marad a Gusztáv című rajzfilmsorozat első évadának ötödik epizódja.

## Rövid tartalom
Gusztáv lustasága súlyos következményekkel jár.

## Alkotók
- Rendezte: Dargay Attila
- Írta: Dargay Attila, Nepp József
- Zenéjét szerezte: Pethő Zsolt
- Operatőr: Harsági István, Henrik Irén
- Hangmérnök: Bélai István
- Vágó: Czipauer János
- Rajzolták: Cser Zsuzsa, Dékány Ferenc, Görgényi Erzsébet, Szálas Gabriella, Tóth Sarolta
- Gyártásvezető: Bártfai Miklós, László Andor

Készítette a Pannónia Filmstúdió.